# 294-й истребительный авиационный полк
294-й истребительный авиационный полк (294-й иап) — воинская часть Военно-воздушных сил (ВВС) Вооружённых Сил РККА, принимавшая участие в боевых действиях Великой Отечественной войны.

## Наименования полка История наименований полка

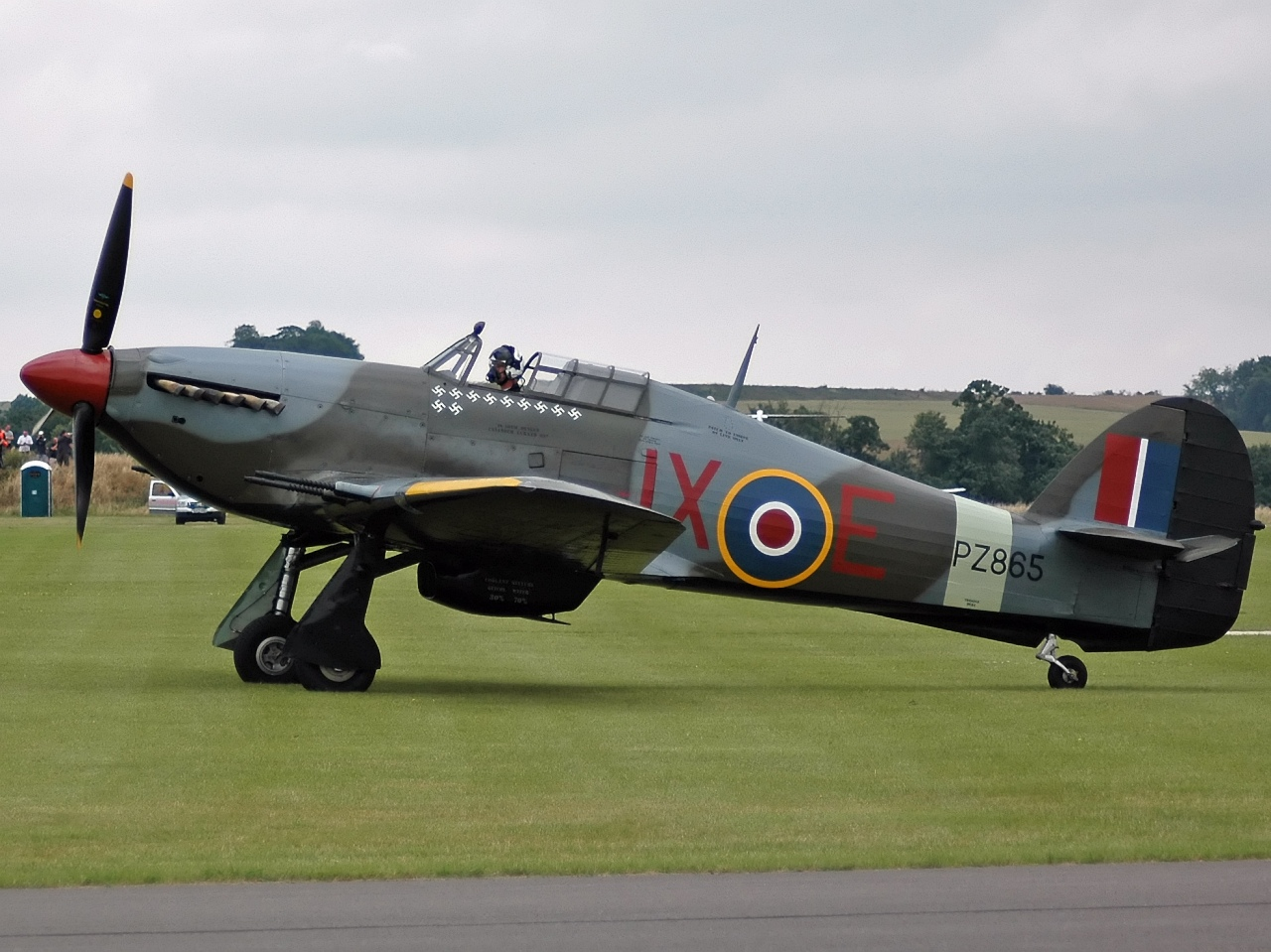
Харрикейн

За весь период своего существования полк несколько раз менял своё наименование:
- 294-й истребительный авиационный полк;
- 294-й истребительный авиационный полк ПВО;
- 488-й истребительный авиационный полк;
- 488-й истребительный авиационный полк ПВО;
- Войсковая часть (Полевая почта) 10385.

## Создание полка
294-й истребительный авиационный полк начал формироваться 30 марта 1941 года в Одесском военном округе на аэродроме Бородино (Бессарабия) в составе 65-й истребительной авиационной дивизии ВВС Одесского военного округа.

## Переформирование полка
294-й истребительный авиационный полк 2 января 1942 года переименован в 488-й истребительный авиационный полк/

## В действующей армии
В составе действующей армии:
- с 19 сентября 1941 года по 16 сентября 1941 года;
- с 1 января 1942 года по 2 января 1942 года.

## Командиры полка
- подполковник Сотников Сергей Леонтьевич[4], 07.10.1941 — 02.01.1942

## В составе соединений и объединений
| Период        | Фронт (округ)                   | армия                          | корпус                                    | дивизия                                       | примечание                                                      |
| ------------- | ------------------------------- | ------------------------------ | ----------------------------------------- | --------------------------------------------- | --------------------------------------------------------------- |
| 30.03.1941 г. | Одесский военный округ          | ВВС округа                     |                                           | 65-я истребительная авиационная дивизия       | Бородино, И-16                                                  |
| 22.06.1941 г. | Одесский военный округ          | ВВС округа                     |                                           | 65-я истребительная авиационная дивизия       | Формирование не завершено и продолжилось в ходе боевых действий |
| 23.06.1941 г. | Южный фронт                     | 9-я отдельная армия            | ВВС 9-й армии                             | 65-я истребительная авиационная дивизия       |                                                                 |
| 30.06.1941 г. | Южный фронт                     | 9-я отдельная армия            | ВВС 9-й армии                             | 65-я истребительная авиационная дивизия       | Перебазировался в 9-й зиап                                      |
| 01.07.1941 г. | Северо-Кавказский военный округ | ВВС округа                     |                                           | 9-й запасной истребительный авиационный полк  |                                                                 |
| 11.09.1941 г. | Северо-Кавказский военный округ | ВВС округа                     |                                           |                                               |                                                                 |
| 10.10.1941 г. | Уральский военный округ         | ВВС округа                     |                                           | 17-й запасной истребительный авиационный полк | Молотов                                                         |
| 23.12.1941 г. | Уральский военный округ         | ВВС округа                     |                                           | 17-й запасной истребительный авиационный полк | укомплектован по штату 015/174 и переучен на «Харрикейн»        |
| 23.12.1941 г. | Московский военный округ        | ВВС округа                     |                                           |                                               | «Харрикейн», Монино                                             |
| 01.01.1942 г. | Московский военный округ        | Московский корпусной район ПВО | 6-й истребительный авиационный корпус ПВО |                                               | «Харрикейн», Монино                                             |
| 02.01.1942 г. | Московский военный округ        | Московский корпусной район ПВО | 6-й истребительный авиационный корпус ПВО |                                               | Переименован в 488-й иап                                        |

## Участие в операциях и битвах
- Битва за Москву — с 1 января 1942 года по 2 января 1942 года.

## Самолёты на вооружении
| Период      | Самолёты  |
| ----------- | --------- |
| 1941 — 1942 | Харрикейн |

## Базирование
| Период            | Аэродром             |
| ----------------- | -------------------- |
| 03.1941 — 06.1941 | Бородино, Бессарабия |